# Els amos de la nit
Els amos de la nit (títol original en anglès: The Warriors) és una pel·lícula estatunidenca dirigida per Walter Hill, estrenada l'any 1979 als Estats Units. Ha estat doblada al català.

## Argument
Nova York, anys 1970. Les bandes es reparteixen els barris baixos de la ciutat. Cyrus, líder indiscutible dels totpoderosos Gramercy Riffs, decideix organitzar un reunió amb la finalitat d'unificar les bandes i d'aixecar un autèntic exèrcit contra les forces de l'ordre i la màfia. Molt ràpidament, la reunió se'ls en va de les mans i Cyrus és assassinat en públic.
Aquest homicidi, falsament atribuït als Warriors, desencadena una fugida en la qual totes les bandes són convidades. Comença aleshores una lluita per la seva supervivència, perquè els queda als Warriors un llarg viatge des del Bronx fins a Coney Island, el seu barri d'origen.

## Repartiment
- Michael Beck: Swan
- James Remar: Ajax
- Dorsey Wright: Cleon
- Thomas G. Waites: Fox (no surt als crèdits)
- Brian Tyler: Snow
- David Harris: Cochise
- Tom McKitterick: Cowboy
- Marcelino Sánchez: Rembrandt
- Terry Michos: Vermin
- Deborah Van Valkenburgh: Mercy
- David Patrick Kelly: Luther
- Dennis Gregory: Masai
- Mercedes Ruehl: Dona policia a Central Park
- Roger Hill: Cyrus
- Paul Greco: El cap dels Orphans

## Producció

### Desenvolupament
Els amos de la nit (The Warriors) és l'adaptació d'una novel·la de Sol Yurick, inspirat al seu torn en l'Anabase, obra històrica i autobiogràfica de l'atenenc Xénophon. La pel·lícula posa en escena l'univers marginal i violent de les bandes novaiorqueses dels anys setanta: l'ambient urbà i nocturn, la seva imatgeria molt forta i la seva realització seca i nerviosa n'han fet un objecte de culte per una generació sortida dels barris baixos americans (es troba una adaptació del seu cartell en l'àlbum del grup de rap Delinquent Habits, el col·lectiu D12 s'ha inspirat en la pel·lícula per un dels seus vídeo-clips, el clip francès "l'art de la guerra" i la disfressa dels Baseball Furies és arborada de dansaires de krump en la pel·lícula Rize) i també en el clip-vídeo Guarda la pesca del rapper Booba. Inicialment pensat com una mena de comic-book en viu, amb un insert situant la història en un futur pròxim i transicions efectuades amb plànols dibuixats, la pel·lícula ha esdevingut un drama urbà més realista sota la influència dels productors.
En un principi, les bandes únicament havien d'estar compostes d'afroamericans i d'hispans, en una preocupació per la credibilitat. Els productors han volgut que un blanc sigui al cap dels Warriors, amb la finalitat que el públic blanc pugui identificar-s'hi. Tanmateix, pistolers autèntics apareixen en la pel·lícula com figurants.
La pel·lícula es desenvolupa totalment de nit, exceptuat l'última escena. Un pròleg (visible en les primeres difusions TV als Estats Units) havia de ser un consell de guerra entre els membres dels Warriors a Coney Island, sota la mirada de Lincoln, la companya del cap Cleon. Ben d'hora, s'havia de discutir sobre la reunió organitzada per Cyrus. Els productors van demanar tallar-ho perquè desitjaven que la primera escena de dia sigui l'última de la pel·lícula, però sobretot, per començar el metratge de manera més misteriosa amb un muntatge sacsejat.
Originàriament, havia de tenir lloc un idil·li entre Mercy (Deborah Van Valkenburgh) i Fox (Thomas G. Waites), però conscient de l'absència de química entre els dos (la parella Swan/Mercy queda millor a la pantalla) i sobretot davant el caràcter execrable de l'actor, el realitzador i coguionista Walter Hill va decidir sacrificar el seu personatge (tirat a les vies del metro) i no sortir als crèdits.
Inicialment, Swan havia d'estar educat per una banda homosexual SM que havia de deixar anar dobermans sobre ell abans d'escapar en una escena extremadament violenta. La idea va ser abandonada.